# Michail Iwanowitsch Sumgin

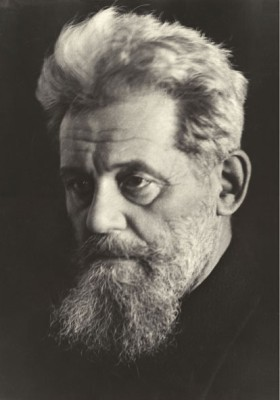
Michail Iwanowitsch Sumgin

 Michail Iwanowitsch Sumgin  (russisch Михаил Иванович Сумгин, wiss. Transliteration Michail Ivanovič Sumgin; geb. 1873 im Gouvernement Nischni Nowgorod, Russisches Kaiserreich; gest. 8. Dezember 1942 in Taschkent, Usbekische SSR, UdSSR) war ein sowjetischer Naturwissenschaftler und Geologe, der als einer der Begründer der Geokryologie als Wissenschaft gilt.

## Leben
Der Bauernsohn Michail Sumgin wurde 1873 geboren. Sein Schulbesuch endete 1887, als nach dem Tod des Vaters er sich seinen Lebensunterhalt durch vielfältige Tätigkeiten verdienen musste. 1895–1899 studierte er an der Universität St. Petersburg. Während des Studiums war er bereits politisch tätig gewesen, sodass er 1898 verhaftet war und schließlich 1899 vom weiteren Studium ausgeschlossen wurde. Er führte seine revolutionären Tätigkeiten fort und wurde wiederholt verhaftet und verbannt.
Erst 1911 konnte Sumkin zur Wissenschaft zurückkehren, als er Leiter der Forschungsstation Bomnad am Amur-Nebenfluss Seja wurde. Ab 1911 erforschte er die Phänomene des Permafrostes. 1930 war er einer der Organisatoren des Moskauer Staatskomitees zur Erforschung des Permafrosts und ab 1939 stellvertretender Direktor des W. A. Obrutschew-Instituts für Permafrostforschung der Akademie der Wissenschaften der UdSSR. Sumgin hat als erster Informationen über die Ausbreitung des Permafrosts und seine Entstehung in der Arbeit Permafrostböden in der Sowjetunion (1927, 2. Aufl. 1937) zusammengetragen und den Wissenschaftszweig der Geokryologie als eigenständiges Gebiet definiert. Nikolai Zytowitsch war einer seiner Schüler.
Das Felsmassiv Sumgin Buttress und der Nunatak Gora Sumgina in der Ostantarktis sind nach dem Pionier der Erforschung des Permafrostbodens benannt.